# یرژی ماتاووفسکی
یرژی ماتاووفسکی (لهستانی: Jerzy Matałowski؛ ‏ ۱ فوریهٔ ۱۹۴۸ – ۱ دسامبر ۲۰۱۳) بازیگر اهل لهستان و دانش‌آموختهٔ مدرسه ملی فیلم ووچ بود.
از فیلم‌ها یا مجموعه‌های تلویزیونی که وی در آن‌ها نقش داشته‌است، می‌توان به قانون حقیقی، پرستار کودک، در خیابان سپولنی، ع چون عشق، در خوشی و سختی و طایفه اشاره نمود.